# NGC 2167
NGC 2167 في الفهرس العام الجديد، هي مجرة، تقع في كوكبة وحيد القرن. اكتشفت في 28 نوفمبر 1786 بواسطة ويليام هيرشل.

## روابط خارجية
- NGC 2167 على موقع ويكي سكاي: DSS2, SDSS, GALEX, IRAS, Hydrogen α, X-Ray, Astrophoto, Sky Map, Articles and images